# Corozal (Belize)
Corozal é a capital do distrito de Corozal, Belize. No último censo realizado em 2000, sua população era de 7.888 habitantes. Em meados de 2005, a população estimada da cidade era de 8.800 habitantes.